# Quiretias

Mapa de Tesalia en la época de la tercera guerra macedónica donde se aprecia la situación de la ciudad de Quiretias al norte de Milas.

Quiretias (en griego, Χυρετίαι) es el nombre de una antigua ciudad griega de Tesalia.
Se encontraba en el distrito de Perrebia. Es citada en el marco de la tercera guerra macedónica: en el año 171 a. C., después de haber conseguido la rendición de Pition, Azorio y Dólice, el ejército de Perseo de Macedonia atacó Quiretias y, después de un primer intento de asalto que fue rechazado, el segundo día de asedio consiguieron la rendición de sus defensores.
Quiretias aparece citada en varias inscripciones que se han conservado entre las que pueden destacarse una inscripción fechada entre los años 375-350 a. C. que contiene una dedicatoria conjunta a Apolo de ciudades de Perrebia, una carta de Tito Quincio Flaminino a los quiretienses que puede ser fechada en 195 a. C. y un decreto de proxenía fechado el año 191 a. C. donde se recogen los nombres de varios tagos.